# The Ashes 1997
Il The Ashes 1997 è stata la 59ª edizione del prestigioso The Ashes di cricket. La serie, di 6 partite, si è disputata in Inghilterra tra il 5 giugno 1997 e il 25 agosto 1997. Le due squadre hanno eseguito un tour per tutto il paese iniziando da Birmingham per poi passare per Londra, Manchester, Leeds, Nottingham e infine nuovamente Londra.
Dopo l'iniziale vittoria inglese e un draw nella seconda partita gli australiani hanno infilato una serie di 3 vittorie consecutive garantendosi la matematica certezza del titolo e rendendo quindi ininfluente l'esito dell'ultimo test, vinto poi dai britannici.

## Ashes Series

### Test 1: Birmingham, 5-8 giugno 1997
| Data            | Luogo                                            |           |             | Risultato              |
| --------------- | ------------------------------------------------ | --------- | ----------- | ---------------------- |
| 5-8 giugno 1997 | Edgbaston Cricket Ground Birmingham, Inghilterra | Australia | Inghilterra | ENG vince di 9 wickets |

| Innings | In battuta  | Al lancio   | Risultato                 | Note          |
| ------- | ----------- | ----------- | ------------------------- | ------------- |
| I       | Australia   | Inghilterra | 118/all out (31.5 overs)  |               |
| II      | Inghilterra | Australia   | 478/9 (138.4 overs)       | Dichiarazione |
| III     | Australia   | Inghilterra | 477/all out (144.4 overs) |               |
| IV      | Inghilterra | Australia   | 119/1 (79 overs)          |               |

### Test 2: Londra, 19-23 giugno 1997
| Data              | Luogo                                     |             |           | Risultato                                            |
| ----------------- | ----------------------------------------- | ----------- | --------- | ---------------------------------------------------- |
| 19-23 giugno 1997 | Lord's Cricket Ground Londra, Inghilterra | Inghilterra | Australia | DRAW Partita pesantemente condizionata dalla pioggia |

| Innings | In battuta  | Al lancio   | Risultato               | Note                         |
| ------- | ----------- | ----------- | ----------------------- | ---------------------------- |
| I       | Inghilterra | Australia   | 77/all out (42.3 overs) |                              |
| II      | Australia   | Inghilterra | 213/7 (61 overs)        | Dichiarazione                |
| III     | Inghilterra | Australia   | 266/4 (79 overs)        | Esauriti i 5 giorni di gioco |
| IV      | Australia   | Inghilterra |                         | Non disputato                |

### Test 3: Manchester, 3-7 luglio 1997
| Data            | Luogo                                               |           |             | Risultato             |
| --------------- | --------------------------------------------------- | --------- | ----------- | --------------------- |
| 3-7 luglio 1997 | Old Trafford Cricket Ground Manchester, Inghilterra | Australia | Inghilterra | AUS vince di 268 runs |

| Innings | In battuta  | Al lancio   | Risultato                | Note |
| ------- | ----------- | ----------- | ------------------------ | ---- |
| I       | Australia   | Inghilterra | 235/all out (77.3 overs) |      |
| II      | Inghilterra | Australia   | 162/all out (84.4 overs) |      |
| III     | Australia   | Inghilterra | 395/all out (122 overs)  |      |
| IV      | Inghilterra | Australia   | 200/all out (73.4 overs) |      |

### Test 4: Leeds, 24-28 luglio 1997
| Data              | Luogo                                        |             |           | Risultato                         |
| ----------------- | -------------------------------------------- | ----------- | --------- | --------------------------------- |
| 24-28 luglio 1997 | Headingley Cricket Ground Leeds, Inghilterra | Inghilterra | Australia | AUS vince di un innings e 61 runs |

| Innings | In battuta  | Al lancio   | Risultato                | Note           |
| ------- | ----------- | ----------- | ------------------------ | -------------- |
| I       | Inghilterra | Australia   | 172/all out (59.4 overs) |                |
| II      | Australia   | Inghilterra | 501/9 (123 overs)        | Dichiarazione  |
| III     | Inghilterra | Australia   | 268/all out (91.1 overs) |                |
| IV      | Australia   | Inghilterra |                          | Non necessario |

### Test 5: Nottingham, 7-10 agosto 1997
| Data             | Luogo                                |           |             | Risultato                                |
| ---------------- | ------------------------------------ | --------- | ----------- | ---------------------------------------- |
| 7-10 agosto 1997 | Trent Bridge Nottingham, Inghilterra | Australia | Inghilterra | AUS vince di 264 runs AUS VINCE LA SERIE |

| Innings | In battuta  | Al lancio   | Risultato                 | Note |
| ------- | ----------- | ----------- | ------------------------- | ---- |
| I       | Australia   | Inghilterra | 427/all out (121.5 overs) |      |
| II      | Inghilterra | Australia   | 313/all out (93.5 overs)  |      |
| III     | Australia   | Inghilterra | 336/all out (98.5 overs)  |      |
| IV      | Inghilterra | Australia   | 186/all out (48.5 overs)  |      |

### Test 6: Londra, 21-23 agosto 1997
| Data              | Luogo                        |             |           | Risultato            |
| ----------------- | ---------------------------- | ----------- | --------- | -------------------- |
| 21-23 agosto 1997 | The Oval Londra, Inghilterra | Inghilterra | Australia | ENG vinec di 19 runs |

| Innings | In battuta  | Al lancio   | Risultato                | Note |
| ------- | ----------- | ----------- | ------------------------ | ---- |
| I       | Inghilterra | Australia   | 180/all out (56.4 overs) |      |
| II      | Australia   | Inghilterra | 220/all out (79.3 overs) |      |
| III     | Inghilterra | Australia   | 163/all out (66.5 overs) |      |
| IV      | Australia   | Inghilterra | 104/all out (32.1 overs) |      |